# سالونيك (مقاطعة)
سالونيك إحدى مقاطعات اليونان.